# Das Buch mit sieben Siegeln
Das Buch mit sieben Siegeln ist ein 1937 vollendetes und 1938 in Wien uraufgeführtes Oratorium des österreichischen Komponisten Franz Schmidt nach Motiven der biblischen Offenbarung des Johannes.
Am 23. Februar 1937 schrieb Franz Schmidt die letzte Note seines Oratoriums in seinem Heim in Perchtoldsdorf und setzte das Datum darunter. Jahre seit der ersten Skizze waren vergangen, ehe er das Werk vollenden konnte, das sein größtes werden sollte.

## Entstehungsgeschichte
In den vier kleinen Präludien und Fugen für die Orgel aus dem Jahre 1928 sind bereits einige Teile des Werkes vorgebildet, so das Halleluja und die Schlussansprache des Herrn. Während zur Oper Notre Dame zwei Skizzenbücher und auch zu anderen Werken Skizzen gefunden wurden, ist zu dem Oratorium nur ein Entwurf des zweiten Teiles auf zwei Notenblättern vorhanden. Wenn sich die Entstehung auch nicht genau verfolgen lässt, so hat doch Schmidt selber über den Fortschritt der Arbeit an der Partitur genauestens Bericht gegeben: sie währte zwei Jahre (1935–1937).
Den Prolog hatte Franz Schmidt am 15. Oktober 1935 beendet. Bei der Niederschrift des ersten Teils musste er vom 1. Januar 1936 bis 1. Juli 1936 die Arbeit unterbrechen. Der bereits damals schwer Kranke stellte die Arbeit an der Komposition ein, um seine Genesung abzuwarten. Zur Jahreswende 1936/37 war die Partitur bis zum Ertönen der siebenten Posaune gediehen. Nach der Vollendung am 23. Februar 1937 wartete das Werk nur etwas mehr als ein Jahr auf seine Uraufführung am 15. Juni 1938 unter Oswald Kabasta: als Solisten wirkten Erika Rokyta, Enid Szantho, Anton Dermota, Joseph von Manowarda sowie Franz Schütz an der Orgel; die musikalisch anspruchsvolle Partie des Johannes sang Rudolf Gerlach-Rusnak. Den schwierigen Chorpart hatte der Singverein der Gesellschaft der Musikfreunde in Wien übernommen. Den ebenfalls nicht leichten Orchesterpart führten die Wiener Symphoniker aus.
Aus Erzählungen ist bekannt, dass Schmidt schon längere Zeit an die Vertonung einiger Bibelstellen dachte, die er zu einem Oratorium zusammenfassen wollte. So soll er Briefe des Apostels Paulus dazu ausersehen haben, ebenso habe er an die Vertonung des Hohenliedes gedacht. Wer ihn auf die Offenbarung des Johannes aufmerksam machte, ist musikwissenschaftlich ungeklärt. Sowohl Oswald Kabasta wie auch Raimund Weissensteiner werden in diesem Zusammenhang genannt.
Als sich Schmidt endgültig für die Offenbarung entschieden hatte, zog er neben seiner Hausbibel, die die Übersetzung nach Martin Luther enthielt, auch andere Übersetzungen zu Rate, um daraus einen schönen und klaren Text zu gewinnen. Wer die frei hinzugefügten Textstellen verfasst hat, die nicht aus der Bibel stammen, lässt sich nicht nachweisen. Schmidt behauptet jedenfalls in seiner Vorrede zur Uraufführung, dass er keine Änderung des biblischen Textes vorgenommen habe. Wörtlich sagt er hierzu: „Ich habe mich also, mit Ausnahme der oben einbekannten Elision“ – gemeint sind hierbei die von ihm vorgenommenen Striche in der Apokalypse – „genau an das Original gehalten …“ Dass Schmidt jedoch am klingenden Wort viel lag, geht daraus hervor, dass selbst während der Partiturniederschrift noch Änderungen an einzelnen Wörtern vorgenommen wurden, so zum Beispiel im Prolog, wo anstelle von „ein Stuhl stand da im Himmel“ „ein Thron stand da im Himmel“ erscheint. Auch am rein musikalischen Teil sieht man die Spuren von Verbesserungen, die Schmidt so lange durchführte, bis ihm die endgültige Gestalt gelungen schien.

## Besetzung
Das Werk verlangt folgende Solisten- und Orchesterbesetzung:
- Gesangssolisten: einen Heldentenor für die Partie des Johannes, einen tiefen Bass für die Partie der Stimme des Herrn und je einen Sopran, Alt, Tenor und Bass für die anderen Solopartien

- Chor: Soprane, Alte, Tenöre und Bässe in möglichst großer Besetzung

- Orgel

- Orchester: 2 Flöten, kleine Flöte, 2 Oboen, Englischhorn, 2 Klarinetten, Bassklarinette (wechselnd mit D-Klarinette), 2 Fagotte, Kontrafagott, 4 Hörner, 3 Trompeten, 3 Posaunen, Tuba, Pauken, Schlagwerk, Streicher (möglichst stark besetzt)